# Meyenburg
Meyenburg er en by i Landkreis Prignitz i den tyske delstat Brandenburg, og administrationsby i Amt Meyenburg. Floden Stepenitz har sit udspring omkring 5 kilometer sydøst for Meyenburg.

## Bydele
- Bergsoll,
- Buddenhagen,
- Griffenhagen,
- Penzlin,
- Penzlin-Süd,
- Schabernack
- Schmolde.